# Evangelische Kirche (Oberhaun)

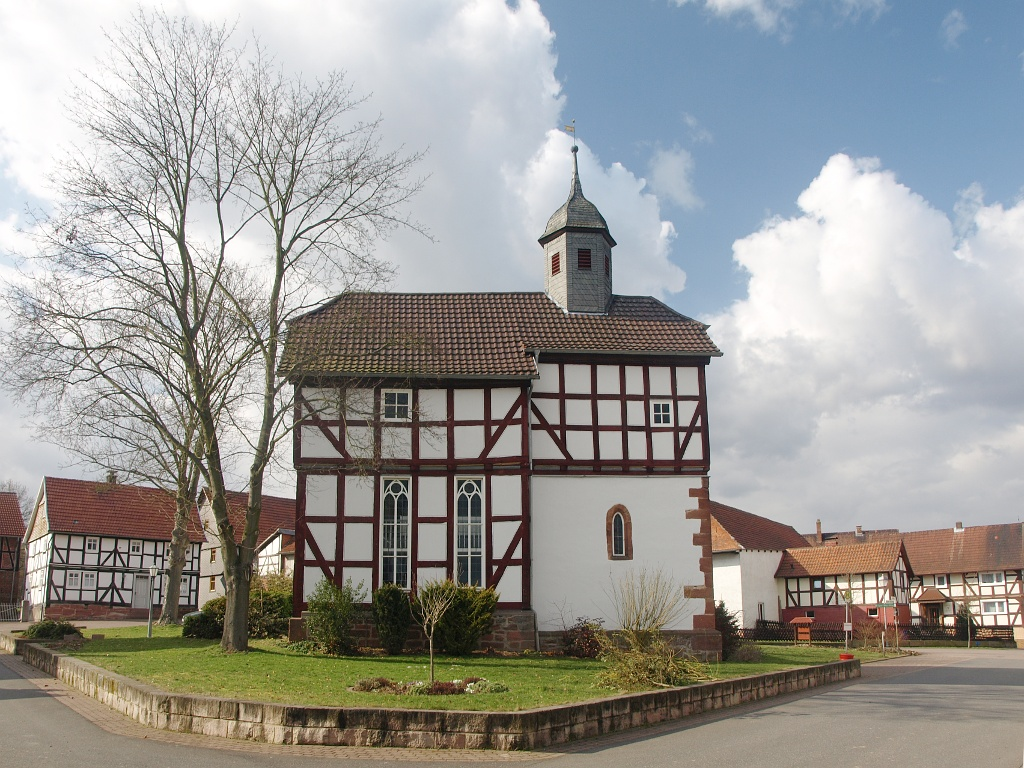
Evangelische Kirche (Oberhaun)

Die evangelische Kirche Oberhaun ist ein denkmalgeschütztes Kirchengebäude, das in Oberhaun steht, einem Ortsteil der Gemeinde Hauneck im Landkreis Hersfeld-Rotenburg (Hessen). Die Kirche gehört zur Kirchengemeinde Hauneck im Kirchenkreis Hersfeld-Rotenburg der Evangelischen Kirche von Kurhessen-Waldeck.

## Beschreibung
Der rechteckige Chor wurde im 15. Jahrhundert gebaut. Das zweigeschossige Kirchenschiff aus Holzfachwerk wurde 1711 angefügt. Zugleich wurde der Chor um ein Geschoss aus Holzfachwerk aufgestockt. Aus dessen Satteldach erhebt sich ein sechseckiger, schiefergedeckter, mit einer glockenförmigen Haube bedeckter Dachreiter mit Klangarkaden. 
Der mit dreiseitig umlaufenden Emporen ausgestattete Innenraum des Kirchenschiffs ist wie der des Chors mit einem Kreuzrippengewölbe überspannt. An die Fachwerkkirche wurde nach Nordwesten das Schulgebäude angebaut.